# Alamo (Észak-Dakota)
Alamo város az USA Észak-Dakota államában, Williams megyében. Lakosainak száma 53 fő (2020. április 1.).

## Népesség
A település népességének változása:

| 2010 | 57 |
| 2020 | 53 |